# Жан дьо Ваврен
Жан дьо Ваврен (фр. Jean de Wavrin, англ., Waurin Jehan, 1398  или 1400 -1474  или 1475 ) известен също като Ваврин или Ворен, сеньор Льо Форестие (Le Forestier) е бургундски военен, историк, политик и библиофил. Произхожда от благороднически род от графство Артоа, участник в Стогодишната война и един от най-известните ѝ хроникьори, автор на „Староанглийски хроники“.

## Биография
Незаконнороден син на Робер де Ваврен, наследствен Сенешал на Фландрия и съветник на бургундските херцози, собственик на град Wavren на границата с Белгия (модерен департамент Нор) и Мишел дьо Кроа .
В младостта си той е свидетел на битката при Аженкур (1415 г.), като загубва в нея баща си и един от братята си . Той се отличава като воин и участва в походите на английските пълководци граф Солсбъри и херцога на Бедфорд, особено в битките при Краван (1423 г.) и Верньой (1424 г.), в които бургундците се бият на страната на британците и техните съюзници. През 1427 г. той участва в похода на бургундския херцог Филип III Добрия срещу графинята на Холандия и Зеландия Якоба от Бавария, завършил с нейното пленяване и анексирането на нейните владения .
След сключването на Араския договор през 1435 г. напуска военната служба и се установява в Лил, където след две години сключва изгоден брак със състоятелната вдовица Маргьорит Ангуар. В същата година е признат за законен наследник от херцог Филип и след още 5 години е посветен в рицарство. От 1465 година заема различни постове в двора на херцога и получава като награда имения във Форестие и Фонтеноа, а през 1463 г. е изпратен с дипломатическа мисия в Рим.
Първото му посещение в Англия е през 1467 г., когато присъства на знаменития турнир, на който в рицарски двубой се срещат Антоан Бургундски и Антъни Удвил (Anthony Woodville), където представя първия вариант на своя труд.
Умира след 1474 г.; точната дата не е известна. Възможно е да е бил жив в 1475 г., тъй като се споменава в документ за мобилизация на дворяните от Валонска Фландрия за война в Лотарингия през 1475 – 1476 г.

## Трудове
Основното съчинение на Ваврен – „Староанглийски хроники“ (на френски: Recueil des Croniques et Anchiennes Istories de la Grant Bretaigne, à présent nommé Engleterre) е написано на среднофренски език.
По думите на автора, той започва своя исторически труд по молба на племенника си Валеран, който се интересувал от историята на рицарството. Първата версия в 4 тома е завършена около 1445 година и описва събития до 1413 г, до смъртта на английския крал Хенри IV. Във втората допълнена редакция (в 6 тома), завършена около 1469 г., са обхванати събития от 688 до 1468 г., а третата редакция, продължена до 1471 г., остава незавършена.
Трудът на Ваврен се основава на редица исторически хроники, сред които хрониките на Жан Фроасар, Ангеран де Монстреле и Жан Льофевр де Сен-Реми. Сведения за ранната история на Англия Ваврен черпи от „Църковна история на народа на англите“ на Беда Достопочтени (VIII в.), „История на кралете на Британия“ на Галфрид Монмутски (XII в.) и анонимната хроника „Брут“.
Ваврен пише основно за събитията в Англия и в по-малка степен за тези на континента, но неговото съчинение е важен източник на сведения за Стогодишната война и за началния период на войните между Бялата и Червената роза. Въпреки че Ваврен е очевидец или съвременник на много от описваните събития, той избира интуитивно гледната точка не не участник, а на безпристрастен наблюдател, и разказът му е практически лишен от индивидуални оценки. Така например, описвайки историческата битка при Аженкур, той споделя не собствените впечатления, а на авторитетния бургундски хронист Монстреле.
За историците представлява ценност описанието на събитията в периода 1444 – 1471 г., на много от които той е очевидец. Особено интересна е неговата версия на Варненския кръстоносен поход (1443 – 1444), в който е взел участие, а също така описанието на сватбата на английския крал Едуард IV с Елизабет Удвил (1464).